# یانچوو ویلکیه
یانچوو ویلکیه (به لاتین: Janczewo Wielkie) یک روستا در لهستان است که در گمینا شولبوژه ویلکیه واقع شده‌است.